# Meskerem Mees
Meskerem Mees (Addis-Abeba, 1999) est une auteure-compositrice-interprète belge.

## Enfance
Mees naît en Éthiopie et arrive à Merendree, près de Deinze (Belgique) après son adoption. Son prénom signifie « nouveau départ », et fait référence au 1er septembre, premier jour du nouvel an éthiopien.

## Carrière musicale
En 2013, Meskerem Mees participe à "Wie wordt Junior?" et reçoit Brahim Attaeb comme coach, mais elle ne réussit pas à remporter le concours. En 2019, elle remporte le concours Sound Track. Un an plus tard, elle sort son premier single Joe, qui atteint la première place de De Afrekening,. Elle participe aussi au Humo's Rock Rally, qu'elle remporte également.
Meskerem Mees est aussi le nom sous lequel elle donne des concerts, d'abord avec la violoncelliste Febe Lazou et plus tard avec le violoncelliste Frederik Daelemans,. En 2022, elle remporte le Grand Prix du Jury aux Music Mooves Europe Awards.

## Œuvre
- Julius (2021)[9],[10],[11].